# Alberto Piròvano
Alberto Piròvano (* 7. März 1884 in Vaprio d’Adda; † 23. Februar 1973 in Rom) war ein italienischer Ampelograph und Professor am Istituto di Frutticoltura ed Elettrogenetica di Roma in Rom.

## Pirovano als Rebzüchter
Die meisten von Pirovano sowie dessen Vater Luigi gezüchteten Rebsorten wurden nicht für die kommerzielle Nutzung bestimmt, sondern wurden Grundlage für weitere Züchtungen wie beispielsweise Schönburger, dessen Kreuzung 1939 zwischen Spätburgunder × Pirovano 1 vorgenommen worden ist. Der Anteil an Züchtungen für Tafeltrauben ist deutlich höher als die Kultivierungen für Wein.
Ab 1912 bestrahlte er die zu züchtenden Pflanzen mit Röntgen- und UV-Strahlen, mit niederfrequenten Strahlen und setzte die Pflanzen dauerhaft Magnetfeldern aus, um auf diese Weise Veränderungen im Zellmaterial und damit der Mutation herbeizuführen. Erste Ergebnisse veröffentlichte er in Mailand 1922 unter dem Titel „La Mutazione Elettrica delle Specie Botaniche e la Disciplina dell'Ibridazione“ „Erbgutveränderungen bei Pflanzen durch elektrische Bestrahlung“ (grobe Übersetzung). Zeitlebens waren es etwa 50 Dossiers, die er zu dem Thema veröffentlichte.
| Jahr         | Name              | Zuchtbezeichnung | Eltern                                                         | kommerzielle Nutzung |
| ------------ | ----------------- | ---------------- | -------------------------------------------------------------- | -------------------- |
| 1892         |                   | Pirovano 1       | ‘Gutedel’ (Chasselas rosé) × ‘Muscat d’Alexandrie’             | nein                 |
| 1899         | Angelo Pirovano   | Pirovano 2       | Gutedel x ‘Muscat d’Alexandrie’                                | ja                   |
| 1901         | Primus            | Pirovano 7       | Madeleine Royale × Ferdinand de Lesseps                        | ja                   |
| 1908         | Delizia di Vaprio | Pirovano 46 A    | ‘Sicilien’ (= ‘Bicane B’ x ‘Pascal B’) x ‘Muscat d’Alexandrie’ | ja                   |
| 1911         | Perlona           | Pirovano 54      | Bicane x Muscat de Hambourg                                    | ja                   |
| 1911         | ‘Italia’          | ‘Pirovano 65’    | Bicane × ‘Muscat de Hambourg’                                  | ja                   |
| 1912         | ‘Ciclopica’       | ‘Pirovano 60’    | ‘Bicane’ x ‘Pirovano 19’                                       | ja                   |
| 1923 o. 1928 | ‘Pardina’         | ‘Pirovano 130’   | ‘Sciamblese’ × ‘Sultania Nera’                                 | ja                   |
| 1925         | Ignea             | ‘Pirovano 185’   | ‘Delizia di Vaprio’ × Angelo Pirovano                          | ja                   |
| 1925         | ‘Marengo’         | ‘Pirovano 205’   | Pirovano 50 × Delizia di Vaprio                                | ja                   |
| 1925         | ‘Impero’          | ‘Pirovano 264’   | ‘Muscat de Hambourg’ x ‘Ciclopica’                             | ja                   |
| 1926         | ‘Formosa’         | ‘Pirovano 245’   | ‘Trollinger × ‘Delizia di Vaprio’                              | ja                   |

1923 gründete Pirovano das „Forschungsinstitut für Fruchtbäume“, eines von dreiundzwanzig Forschungsinstituten des Ministeriums für Landwirtschaft und Forsten.